# Erskine Hamilton Childers

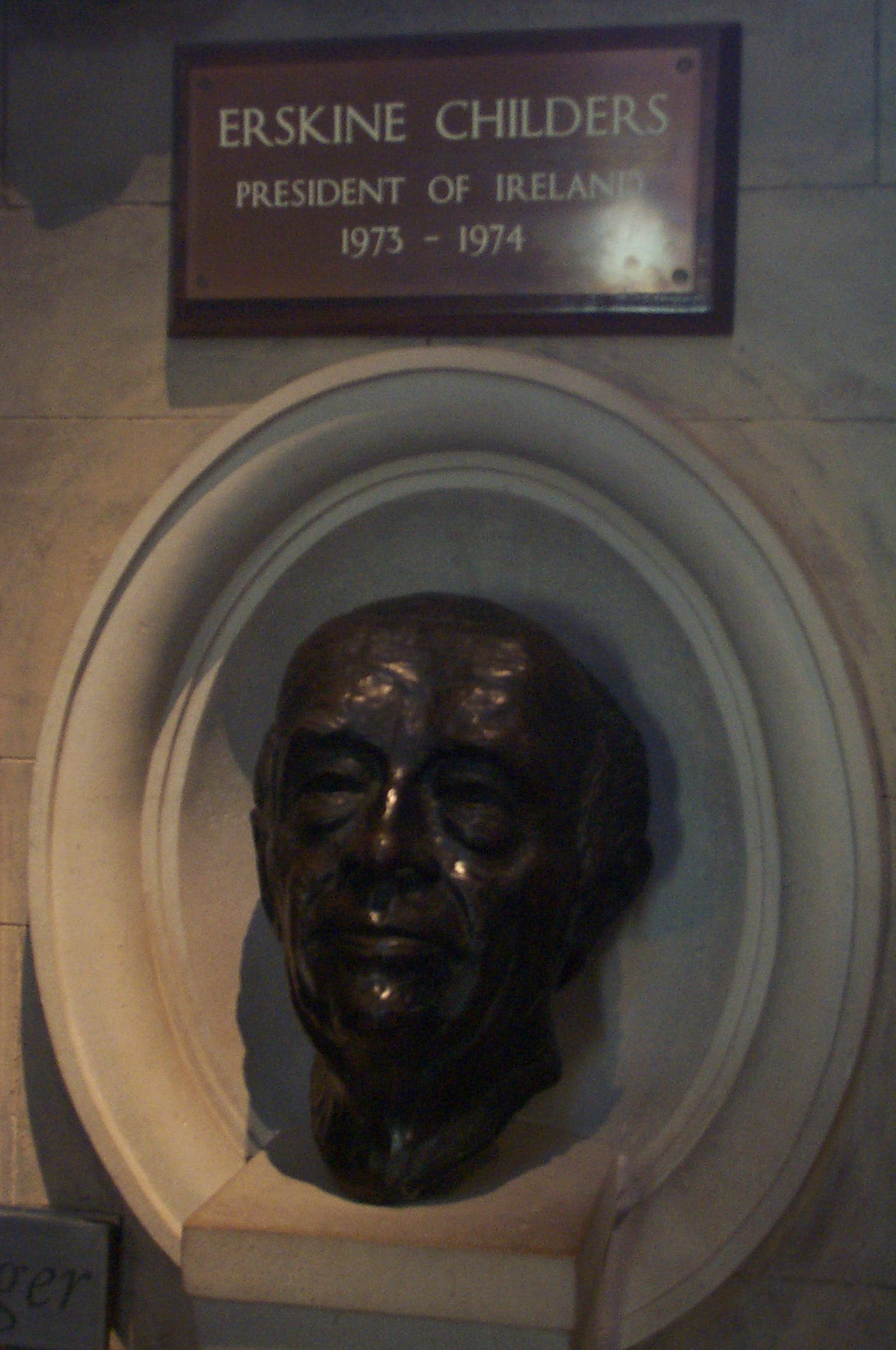
Büste von Erskine Hamilton Childers in der St. Patrick's Cathedral in Dublin

Erskine Hamilton Childers (Aussprache [/ˈɜːrskɪn ˈtʃɪldərz/]; * 11. Dezember 1905 in London; † 17. November 1974 in Dublin) war ein irischer Politiker. Von 1973 bis zu seinem Tod war er Präsident von Irland (irisch: Uachtarán na hÉireann).

## Leben
Sein Vater war der im Irischen Bürgerkrieg hingerichtete Schriftsteller Robert Erskine Childers. Erskine Hamilton Childers wuchs in Großbritannien auf und studierte Geschichte am Trinity College der Universität Cambridge. 1925 heiratete er Ruth Ellen Dow, mit der er fünf Kinder hatte.
Nach dem Examen war er für ein Tourismusbüro in Paris tätig. 1932 kehrte er mit seiner Familie nach Irland zurück und arbeitete für die im Vorjahr gegründete Irish Press. 1938 erhielt er die irische Staatsbürgerschaft. Am 17. Juni 1938 wurde er für die Fianna Fáil in den 10. Dáil Éireann, das Parlament der Republik Irland, gewählt. Nachdem seine erste Frau 1950 gestorben war, schloss der anglikanische Childers 1952 eine zweite Ehe mit Rita Dudley, aus der eine weitere Tochter, Nessa, hervorging.
Childers leitete verschiedene Ministerien: Minister for Posts & Telegraphs 1951–1954, 1959–1961 und 1966–1969, Minister for Lands 1957–1959, Minister for Transport & Power 1959–1969 und Minister for Health 1969–1973. 1969 wurde er zum Tánaiste (stellvertretender Premierminister) ernannt.
1973 gewann er die Wahl zum Präsidenten von Irland gegen seinen Konkurrenten Tom O’Higgins, den Kandidaten von Fine Gael. Nach Douglas Hyde war er der zweite irische Präsident anglikanischer Konfession. Childers starb an einem Herzinfarkt im Amt.
Ursprünglich hatten alle Parteien heimlich vereinbart, seine Witwe Rita Childers als seine Nachfolgerin zu nominieren; doch bevor dies verkündet werden konnte, führte ein Missverständnis zum Scheitern der Vereinbarung: In einem Interview wurde der halb taube Fine-Gael-Minister Tom O’Donnell zur angeblichen Nominierung von Rita Childers befragt. Er verstand die Frage des Journalisten jedoch falsch und dachte, dass jener bereits über die Nominierung Bescheid wisse und bestätigte, dass Rita Childers die neue Präsidentin von Irland werden solle. Die Opposition, in der Meinung, dass das ganze Durcheinander von der Regierung inszeniert wurde und diese daraus politische Vorteile schlagen wolle, zog sich daraufhin von der Vereinbarung zurück.